# King Salmon
King Salmon é uma Região censo-designada localizada no estado americano de Alasca, no Distrito de Bristol Bay.

## Demografia
Segundo o censo americano de 2000, a sua população era de 442 habitantes.

## Geografia
De acordo com o United States Census Bureau, a localidade tem uma área de 442,7 km², dos quais 439,1 km² cobertos por terra e 3,6 km² cobertos por água.

## Localidades na vizinhança
O diagrama seguinte representa as localidades num raio de 72 km ao redor de King Salmon.